# Irã nos Jogos Olímpicos de Inverno de 2014
O Irã participou dos Jogos Olímpicos de Inverno de 2014, realizados na cidade de Sóchi, na Rússia. Foi a décima  aparição do país em Olimpíadas de Inverno.

## Desempenho

### Esqui alpino
Feminino
| Atleta         | Evento | Resultado  | Resultado  | Resultado | Resultado |
| Atleta         | Evento | 1ª descida | 2ª descida | Total     | Pos.      |
| -------------- | ------ | ---------- | ---------- | --------- | --------- |
| Forough Abbasi | Slalom | 1:26.71    | 1:08.98    | 2:35.69   | 48º       |

Masculino
| Atleta                  | Evento         | Resultado  | Resultado  | Resultado | Resultado |
| Atleta                  | Evento         | 1ª descida | 2ª descida | Total     | Pos.      |
| ----------------------- | -------------- | ---------- | ---------- | --------- | --------- |
| Mohammad Kiadarbandsari | Slalom         | 55.09      | 1:03.78    | 1:58.87   | 30º       |
| Mohammad Kiadarbandsari | Slalom gigante | 1:30.12    | 1:32.01    | 3:02.13   | 51º       |
| Hossein Saveh-Shemshaki | Slalom         | 55.46      | 1:03.90    | 1:59.36   | 31º       |
| Hossein Saveh-Shemshaki | Slalom gigante | 1:32.35    | 1:32.87    | 3:05.22   | 55º       |

### Esqui cross-country
Feminino
| Atleta               | Evento         | Final   | Final |
| Atleta               | Evento         | Tempo   | Pos.  |
| -------------------- | -------------- | ------- | ----- |
| Farzaneh Rezasoltani | 10 km clássico | 42:31.3 | 73º   |

Masculino
| Atleta      | Evento         | Final   | Final |
| Atleta      | Evento         | Tempo   | Pos.  |
| ----------- | -------------- | ------- | ----- |
| Sattar Seid | 15 km clássico | 47:16.1 | 79º   |

Legenda
| Recorde mundial      | Recorde mundial (World record)               |                       | Recorde africano                      | Recorde africano (African) |                                           | Q | Classificado por posição (Qualified) |
| Recorde olímpico     | Recorde olímpico (Olympic record)            | Recorde da América    | Recorde da América (Americas)         | q                          | Classificado por melhor tempo (Qualified) |   |                                      |
| Melhor marca do ano  | Melhor marca do ano (World leading)          | Recorde asiático      | Recorde asiático (Asian)              | DNS                        | Não largou (Did not start)                |   |                                      |
| Recorde nacional     | Recorde nacional (National record)           | Recorde europeu       | Recorde europeu (European)            | DNF                        | Não terminou (Did not finish)             |   |                                      |
| Recorde pessoal      | Recorde pessoal do atleta (Personal best)    | Recorde da Oceania    | Recorde da Oceania (Oceania)          | DSQ / DQ                   | Desclassificado (Disqualified)            |   |                                      |
| Recorde da temporada | Recorde da temporada do atleta (Season best) | Recorde sul-americano | Recorde sul-americano (South America) | NM                         | Sem marca (No mark)                       |   |                                      |